# Pouteria andarahiensis
Pouteria andarahiensis é um espécie de planta na família Sapotaceae. É encontrada no Brasil.